# Strada nazionale 12 (Argentina)
La strada nazionale 12 (in spagnolo: Ruta Nacional 12) è una strada statale argentina che unisce la regione della Mesopotamia al resto del paese.
Collega la provincia di Buenos Aires con quelle di Entre Ríos, Corrientes e Misiones mediante un lungo percorso di oltre 1500 km, la maggior parte dei quali paralleli al corso del fiume Paraná.
La strada inizia presso la cittadina di Zárate, nella provincia di Buenos Aires, e qui attraversa il Paraná grazie al complesso di ponti Zárate Brazo Largo. Successivamente entra nella regione mesopotamica, attraversando le città di Paraná, Corrientes e Posadas, sino poi a giungere al ponte Internazionale Tancredo Neves, presso la cittadina di Puerto Iguazú. Questo ponte, che attraversa l'Iguazú marca la frontiera con il Brasile.